# Liste der Flaggen im Kreis Borken
Diese Liste beinhaltet alle in der Wikipedia gelisteten Flaggen im Kreis Borken in Nordrhein-Westfalen. Weitere Flaggen von Städten, Gemeinden und Kreisen in Nordrhein-Westfalen sind über die Navigationsleiste am Ende der Seite erreichbar.
| Kreis        | Hissflagge | Banner | Kommentare |
| ------------ | ---------- | ------ | --- |
| Kreis Borken |            |        | „Dem Kreis Borken ist mit Urkunde des Regierungspräsidenten in Münster vom 14. Mai 1979 das Recht zur Führung eines Wappens, einer Flagge, eines Banners und eines Dienstsiegels verliehen worden.“ Beschreibung des Wappens: In Gold (Gelb) ein mit drei silbernen (weißen) Mauerankern belegter roter Balken. Beschreibung der Flagge: Der Kreis Borken führt eine Flagge, von Rot zu Gelb im Verhältnis 1:1 längsgestreift, in der Mitte, zur Stange hin verschoben, der Wappenschild des Kreises. Der Kreis Borken führt ein Banner, von Rot zu Gelb im Verhältnis 1:1 längsgestreift, in der Mitte der oberen Hälfte der Wappenschild des Kreises. |

## Städte und Gemeinden
| Stadt           | Hissflagge                         | Banner                        | Kommentare |
| --------------- | ---------------------------------- | ----------------------------- | --- |
| Ahaus           | laut Hauptsatzung keine Hissflagge |                               | „Die Stadt führt mit Genehmigung durch den Regierungspräsidenten von Münster vom 14. April 1978 ein Wappen, eine Flagge und ein Dienstsiegel.“ Beschreibung des Wappens: Das Wappen der Stadt Ahaus ist quadriert von Gold (Gelb) und Rot, die Felder 1 und 4 mit je drei roten durchgehenden Balken belegt. Beschreibung des Banners: Das Banner ist von Rot und Gelb im Verhältnis 1 : 1 längsgestreift; im weißen Bannerhaupt das Wappen, darunter der Schriftzug „STADT AHAUS“. Das Banner wird auch ohne Wappen gezeigt; rot-gelb gespalten. |
| Bocholt         |                                    |                               | „Das Wappen in seiner heutigen Form wurde am 6. März 1930 genehmigt und geht zurück auf Siegelführung aus der Zeit der 1222 erfolgten Stadtgründung. Bereits das erste Stadtsiegel zeigt die Buche.“ Beschreibung des Wappens: Das Stadtwappen zeigt eine silberne (weiße) Buche mit silbernen (weißen) Früchten auf grünem Feld. Beschreibung der Flagge: Die Stadtflagge besteht aus zwei Längsbahnen in den Farben weiß und grün. Sie kann in der Mitte das Stadtwappen tragen. Diese ungenaue Beschreibung der Hauptsatzung gibt keine Auskunft ob ein Banner, eine Flagge oder beides geführt wird. |
| Borken          | laut Hauptsatzung keine Hissflagge |                               | „Der Stadt Borken ist ferner mit Urkunde der Bezirksregierung Münster vom 22. April 1970 das Recht zur Führung einer Flagge (Banner) verliehen worden.“ Beschreibung des Wappens: In Silber (Weiß) eine rote Befestigung mit doppelter silberner (weißer) Toröffnung in zinnengekrönter Mauer und drei Türmen, von denen der mittlere eine silberne (weiße) Fensterrose in Form eines Vierpasses zeigt und mit einer in einen Knopf auslaufenden Kuppel bedeckt ist, während die beiden seitlichen einen Zinnenkranz tragen. Beschreibung des Banners: In drei Streifen im Verhältnis 3 : 5 : 3 von Rot zu Weiß zu Rot längsgestreift; zeigt auf der weißen Bahn etwas über die Mitte nach oben verschoben das Stadtwappen ohne Schild. |
| Gescher         |                                    | laut Hauptsatzung kein Banner | „Der Stadt Gescher ist ferner mit Urkunde der Bezirksregierung Münster vom 20. Januar 1971 das Recht zur Führung einer Flagge (Banner) verliehen worden.“ Beschreibung des Wappens: In Grün zwei abgekehrte silberne (weiße) Hifthörner, deren Mundstücke nach unten weisen. Beschreibung der Flagge: Die Flagge ist in drei Bahnen im Verhältnis 1 : 3 : 1 von Grün auf Weiß zu Grün längsgestreift (gemeint ist quergestreift) und zeigt in der weißen Bahn das Stadtwappen im Schild. |
| Gronau (Westf.) |                                    |                               | „Der Stadt ist mit Urkunde des Regierungspräsidenten in Münster vom 8. Oktober 1981 das Recht zur Führung eines Wappens, einer Flagge, eines Banners und eines Dienstsiegels verliehen worden.“ Beschreibung des Wappens: Das Stadtwappen zeigt in Grün einen breiten goldenen (gelben) mit einem schwarz bewehrten blauen Schwan belegten Wellenpfahl, begleitet vorn von einer goldenen (gelben) Spule, hinten von einer goldenen (gelben) Ähre. Beschreibung der Flagge: Die Stadtflagge hat die Farben Grün und Gelb im Verhältnis 1 : 1 längsgestreift (gemeint ist quergestreift) und in der Mitte der beiden Bahnen den Wappenschild. Es können Stadtfahnen ohne Wappen sowie Wimpel in den Stadtfarben verwendet werden. Das Banner zeigt die Stadtfarben in zwei Bahnen von Grün und Gelb im Verhältnis 1 : 1 längsgestreift und in der Mitte der oberen Hälfte den Wappenschild. |
| Heek            |                                    |                               | „Der Gemeinde ist mit Urkunde des Regierungspräsidenten vom 10. Juli 1972 das Recht zur Führung eines Wappens, einer Flagge, eines Banners und eines Dienstsiegels verliehen worden.“ Beschreibung des Wappens: Von Rot zu Gold (Gelb) gespalten; vorne stehend ein goldener (gelber) Bischof mit Stab in der Rechten, Buch und Kirchenmodell in der Linken, zu seinen Füßen eine goldene (gelbe) Gans, hinten eine rote Zinnenmauer mit schwarzem Doppeltor, beseitet von je einer schwarzen Fensteröffnung, darauf ein roter Turm mit Haubendach und Zinnengalerie und drei übereinander angeordneten schwarzen Fenstern. Beschreibung der Flagge: Die Hissflagge ist in zwei gleich breiten Bahnen von Gelb zu Rot längsgestreift (gemeint ist quergestreift) und zeigt in der Mitte den Wappenschild der Gemeinde. Beschreibung des Banners: Das Banner ist in zwei gleich breiten Bahnen von Gelb zu Rot längsgestreift und zeigt in der Mitte der oberen Hälfte den Wappenschild der Gemeinde. |
| Heiden          |                                    |                               | „Der Gemeinde ist mit Urkunde des Innenministers des Landes Nordrhein-Westfalen in Düsseldorf vom 17. April 1956 das Recht zur Führung eines Wappens, eines Siegels und einer Flagge verliehen worden.“ Beschreibung des Wappens: Im blauem Feld zwei silberne (weiße) Balken, deren unterem ein goldenes (gelbes) Hünengrab aufsitzt. Beschreibung der Flagge: Im quadratischen blauen Flaggentuch, zwei weiße Balken, deren unterem ein gelbes Hünengrab aufsitzt; am fliegenden Ende drei weiße nach unten abgeschrägte Lätze. Das Banner zeigt die Farben Blau-Weiß-Blau im Verhältnis 1:3:1 längsgestreift mit dem Wappen oberhalb der Mitte. |
| Isselburg       |                                    |                               | „Der Stadt Isselburg ist mit Urkunde des Regierungspräsidenten Münster vom 20. Juli 1976 das Recht zur Führung eines Wappens, einer Flagge, eines Banners und eines Dienstsiegels verliehen worden.“ Beschreibung des Wappens: In Rot über einer gezinnten silbernen (weißen) Mauer ein bekröntes weißes Gebäude mit Spitzdach und Laterne, das Dach beseitet von zwei silbernen (weißen) Mauerankern. Beschreibung der Flagge: Von Rot zu Weiß (zu Rot) im Verhältnis 1 : 3 : 1 längsgestreift (gemeint ist quergestreift), in der Mitte der mittleren Bahn der Wappenschild der Stadt. Beschreibung des Banners: Von Rot zu Weiß (zu Rot) im Verhältnis 1 : 3 : 1 längsgestreift, in der oberen Hälfte der mittleren Bahn der Wappenschild der Stadt. |
| Legden          |                                    |                               | „Der Gemeinde Legden ist mit Urkunde des Regierungspräsidenten in Münster vom 5. März 1970 das Recht zur Führung eines Wappens und einer Flagge verliehen worden.“ Beschreibung des Wappens: Von Gold (Gelb) zu Blau zu Silber (Weiß) geteilt. In der Mitte in Blau drei sechsstrahlige goldene (gelbe) Sterne, von denen der mittlere etwas erhöht ist; unten in Silber (Weiß) zwei rechtsschräggestellte Reihen roter Rauten. Beschreibung der Flagge: Von Blau zu Weiß zu Blau im Verhältnis 1 : 3 : 1 quergestreift, in der Mitte der weißen Bahn der Wappenschild der Gemeinde. Beschreibung des Banners: Von Blau zu Weiß zu Blau im Verhältnis 1 : 3 : 1 längsgestreift, in der Mitte der oberen Hälfte der weißen Bahn der Wappenschild der Gemeinde. Flagge mit dem Gemeindewappen und den Farben Blau und Silber (Weiß). Diese ungenaue Beschreibung der Hauptsatzung gibt keine Auskunft ob eine Hissflagge, Banner oder beides geführt wird. Ebenso geht keine Aufteilung der Bahnen und deren Verhältnis daraus hervor. |
| Raesfeld        |                                    |                               | „Mit Urkunde des Regierungspräsidenten vom 30. April 1979 ist der Gemeinde das Recht zur Führung eines Wappens, eines Dienstsiegels und eines Banners, mit Urkunde des Regierungspräsidenten vom 30. Oktober 1986 zusätzlich die Führung einer Hissflagge, verliehen worden.“ Beschreibung des Wappens: Gespalten; vorn in Rot ein goldener (gelber) Turm mit steiler Haube, hinten in Gold (Gelb) zwei rote pfahlweise gestellte Eichhörnchen. Beschreibung der Flagge: Von Rot zu Gelb zu Rot im Verhältnis 1 : 3 : 1 quergestreift, in der Mitte der gelben Bahn der Wappenschild der Gemeinde. Beschreibung des Banners: Von Rot zu Gelb zu Rot im Verhältnis 1 : 3 : 1 längsgestreift, in der Mitte der oberen Hälfte der gelben Bahn der Wappenschild der Gemeinde. |
| Reken           | laut Hauptsatzung keine Hissflagge |                               | „Der Gemeinde ist mit Urkunde des Regierungspräsidenten in Münster vom 16. Januar 1970 das Recht zur Führung eines Wappens, eines Siegels und eines Banners verliehen worden.“ Beschreibung des Wappens: In gelb (gold) über einem doppelten, mit je 3 Fenstern und Spitzdach versehenen schwarzen Kirchenchor ein sechsblättriger grüner Stechpalmenzweig mit 11 (3:8) roten Beeren. Beschreibung des Banners: Von Gelb zu Schwarz zu Gelb im Verhältnis 1 : 3 : 1 längsgestreift, in der Mitte der oberen Hälfte der schwarzen Bahn der Wappenschild der Gemeinde. Die Hauptsatzung gibt keine Beschreibung des Banners. |
| Rhede           |                                    |                               | „Rhede ist mit Urkunde des Innenministeriums des Landes Nordrhein-Westfalen vom 26. September 1968 das Recht verliehen worden, das Wappen des am 1. August 1968 aufgelösten Amtes Rhede zu führen. Das Recht zur Führung dieses Wappens wurde dem Amt Rhede durch den Oberpräsidenten der Provinz Westfalen in Münster mit Urkunde vom 13. April 1939 verliehen.“ Beschreibung des Wappens: Ein in Silber (Weiß) und Grün quadrierter Schild, dessen Feld 1 und 4 mit je zwei schwarzen Zickzackfäden, Feld 2 mit einem silbernen (weißen) Weberschiffchen, Feld 3 mit einer silbernen (weißen) Pflugschar belegt ist. Beschreibung der Flagge: Die Flagge (Hissflagge) ist in drei Bahnen im Verhältnis 1 : 3 : 1 von Grün zu Weiß zu Grün längsgestreift (gemeint ist quergestreift) und zeigt in der Mitte der mittleren Bahn das Stadtwappen im Schild. Beschreibung des Banners: Das Banner ist in drei Bahnen im Verhältnis 1 : 3 : 1 von Grün zu Weiß zu Grün längsgestreift und zeigt in der oberen Hälfte der mittleren Bahn das Stadtwappen im Schild. |
| Schöppingen     | laut Hauptsatzung keine Hissflagge |                               | „Die Gemeinde führt ein Wappen, eine Flagge und ein Siegel.“ Es gibt keine Belege für eine Genehmigung des Wappens; es ist abgeleitet von einem Siegel aus dem Jahre 1583. Beschreibung des Wappens: Auf grünem Schild ein silbernes (weißes) rechtsgerichtetes Schaf. Beschreibung des Banners: Das Banner der Gemeinde zeigt längs gestreift grün-weiß-grün im Verhältnis 1:2:1. In der Mitte der weißen Flaggenbahn befindet sich ein grünes Wappenschild mit einem silbernen (weißen) Schaf. |
| Stadtlohn       |                                    |                               | „Die Stadt Stadtlohn führt seit alters her ein Wappen sowie eine Flagge und ein Dienstsiegel; es wurde am 14. August 1909 vom preußischen König genehmigt.“ Beschreibung des Wappens: In Silber (Weiß) über drei blauen Leisten drei Köpfe mit goldenem (gelbem) Haar und Bart. Beschreibung der Flagge: Die Flagge der Stadt ist blau-weiß. Die Fahne wird als Hissfahne im Verhältnis Höhe zur Länge von 3:5 genutzt. Diese ungenaue Beschreibung entstammt der Hauptsatzung. Das Banner der Stadt Stadtlohn ist blau-weiß und längsgestreift. Das Wappen befindet sich oberhalb der Mitte. |
| Südlohn         |                                    |                               | „Mit Urkunde vom 15. Januar 1971 verlieh der münstersche Regierungspräsident Josef Schneeberger der neuen Gemeinde Südlohn das Recht zur Führung eines Wappens, eines Dienstsiegels, eines Banners und einer Hissflagge.“ Beschreibung des Wappens: Von Silber (Weiß) zu Rot schräglings geteilt. Oben ein aufrechtes dreiblättriges grünes Kleeblatt; unten ein aus dem Schildrand wachsender silberner (weißer) Turm mit Kegeldach und über einem Zinnenfries ausladenden Obergeschoss. Von den sechs schwarzen Fenstern sind vier paarweise über dem Fries, zwei pfahlweise (heraldisch) rechts darunter angeordnet. Beschreibung der Flagge: Die Gemeinde führt eine Hissflagge mit dem Gemeindewappen. Die Hissflagge ist in drei Bahnen im Verhältnis 1:3:1 von Rot zu Weiß zu Rot längsgestreift (gemeint ist quergestreift) und zeigt in der Mitte der weißen Bahn das Gemeindewappen im Schild. Beschreibung des Banners: Die Gemeinde führt ein Banner mit dem Gemeindewappen. Das Banner ist in drei Bahnen im Verhältnis 1:3:1 von Rot zu Weiß zu Rot längsgestreift und zeigt das Gemeindewappen in der Mitte der oberen Hälfte der weißen Bahn.                                                          |
| Velen           |                                    |                               | „Die Stadt Velen führt das Wappen, Banner und Dienstsiegel des früheren Amtes Velen-Ramsdorf, wie es der Innenminister mit Erlass vom 17. November 1961 verliehen hat, in der Fassung, wie es der Regierungspräsident zu Münster mit Urkunde vom 14. November 1977 genehmigt hat. Der Rat der Stadt Velen hat am 17. Dezember 2012 zudem die Einführung einer Hissflagge beschlossen, die der Landrat des Kreises Borken – Kommunalaufsicht – am 28. Dezember 2012 genehmigt hat.“ Beschreibung des Wappens: Das Wappen der Stadt Velen zeigt im vergrößerten gelben Schildhaupt drei balkenweise gestellte rote Merletten, unten in Blau eine mit gelbem Kreuz besteckte gelbe Ramme. Beschreibung der Flagge: Die Flagge ist blau und gelb in zwei Bahnen quergestreift und zeigt in der Mitte das Wappen. Das Amtsblatt der Stadt Velen gibt folgende völlig unzureichende Beschreibung: Die Farben des Wappens wiederholen sich in der Farbgebung der Hissflagge. Beschreibung des Banners: Im gelben Bannerhaupt im unteren Teil drei balkenweise gestellte rote Merletten, unten in Blau in der oberen Hälfte eine mit gelbem Kreuz besteckte gelbe Ramme. Die Hauptsatzung gibt keine Beschreibung des Banners. |
| Vreden          | laut Hauptsatzung keine Hissflagge |                               | „Der Stadt ist mit Urkunde des Regierungspräsidenten in Münster vom 14. September 1973 das Recht zur Führung eines Wappens, einer Flagge und eines Dienstsiegels verliehen worden.“ Beschreibung des Wappens: Auf blauem Grund in Gold (Gelb) die Heiligen Petrus mit aufgerichtetem silbernen (weißen) Schlüssel und Paulus mit aufgerichtetem silbernen (weißen) Schwert als Schildhalter eines von Silber (Weiß) zu Blau gespaltenen Schildes, der vorn ein durchgehendes schwarzes Kreuz, hinten einen goldenen (gelben) Balken zeigt. Beschreibung des Banners: Die Flagge (gemeint ist ein Banner) ist in zwei gleich breiten Bahnen von blau und gelb längs gestreift und zeigt in der Mitte der oberen Hälfte das Stadtwappen im Schild. |